# Atylotus olsufjevi
Atylotus olsufjevi är en tvåvingeart som beskrevs av Travassos Santos Dias 1984. Atylotus olsufjevi ingår i släktet Atylotus och familjen bromsar.
Artens utbredningsområde är Portugal. Inga underarter finns listade i Catalogue of Life.